# Hellofatester
Hellofatester är det tredje studioalbumet av den finländska rockgruppen The Rasmus (då kända som bara "Rasmus"), utgivet 2 november 1998 på Warner Music Finland.
Tillsammans med Peep (1996) och Playboys (1997) är Hellofatester det sista albumet i Warner-trilogin, och brukar därför ses som The Rasmus sista album innehållande deras lekfulla och experimentella funkrockrötter. Det var också det sista albumet med Janne Heiskanen bakom trummorna, som ersattes av Aki Hakala inför gruppens efterföljande album. På den finländska albumlistan uppnådde Hellofatester 16:e placering som bäst. Albumets ledande singel, "Liquid", gavs ut i september 1998 och uppnådde andraplats på den finländska singellistan. Låten, som skrevs endast med akustisk gitarr, vidgade bandets musikala vyer och blev kritikerhyllad i Finland där den framröstades till årets bästa låt. En mindre populär uppföljarsingel med surfrocktema, betitlad "Swimming with the Kids", släpptes i juli 1999 och uppnådde 16:e placering i Finland.
Hellofatester var gruppens sista samarbete med producenten Teja Kotilainen, som också hade agerat manager åt dem sedan bildandet. Även om det här albumet inte direkt avviker från de två tidigare råder det ett mer otydligt sammanhang mellan lekfulla låtar (såsom "Dirty Moose", "Swimming with the Kids" och "Pa-Pa") och mer seriösa låtar (såsom "Every Day", "City of the Dead" och "Liquid"), de sistnämnda av samma melodiska karaktär som de på efterföljaren Into.

## Inspelning
Likt de två tidigare albumen använde sig The Rasmus även den här gången av de Helsingfors-studiorna H.I.P., Finnvox och Millbrook. Flertalet av låtarna spelades in vid H.I.P., för att sedan mixas vid Finnvox. Millbrook användes enbart för att spela in och mixa "Liquid", där den producerades av The Nose. Även "Vibe" producerades enskilt, den här gången av Robert Palomäki vid Finnvox. Alla övriga låtar producerade gruppen tillsammans med Teja Kotilainen.

## Musik och texter
Hellofatester har musikalt sätt samma alternativa funkstil som albumen innan. Dock finns det ändå spår som håller sig i en mer seriös alternativ rock-genre som bland annat inledningsspåret "Every Day" samt "Liquid" och "City of the Dead". Resterade spår är huvudsakligen mer eller mindre mixade och innehåller tillagda instrument som saxofon, trumpet och fiol. "Tempo" är ett annat exempel på en av bandets banbrytande låtar, och påminner mer om techno än rock. Tillsammans med titelspåret Peep från deras debutalbum är det också deras enda instrumentala låt.
Inga av låtarna innehåller några riktiga gitarrsolon, utan de är mer uppbyggda efter ett funkigt riff som går igenom hela låten. "Every Day" och "Pa-Pa" är troligen de enda låtarna som innehåller rockackord.

## Design och profil
På albumets omslag och i häftet finns det på flera ställen ett kodsystem som är uppbyggt av prickar vilka kan kombineras på 3x3 rutor. Tittar man på låttitlarna står det ibland en speglad version av koderna bredvid. Det går på så sätt att tyda vad varje kod betyder. Anledningen till att detta kodsystem finns med i albumet är dock oklar.

## Mottagande
I jämförelse med de två tidigare albumen, sålde Hellofatester inte särskilt bra. Den nådde plats 16 på den finska albumlistan i 11 veckor, vilket var 11 placeringar lägre än vad Playboys hade uppnått. Det sålde heller inte guld vilket de två tidigare albumen hade gjort. Den brittiska musiktidskriften Kerrang! betygsatte albumet som "rubbish" (skräp), vilket är den lägsta poängen i deras skala. Trots det nominerades singeln "Liquid" till årets bästa låt i Finland under 1998, både av kritiker och fans. Detta var utan tvekan den största låten från albumet.

## Låtlista
Alla låtar är skrivna och komponerade av Lauri Ylönen, Eero Heinonen, Pauli Rantasalmi och Janne Heiskanen. 
| Nr  | Titel                  | Längd |
| --- | ---------------------- | ----- |
| 1.  | Every Day              | 3:18  |
| 2.  | Dirty Moose            | 3:26  |
| 3.  | Swimming with the Kids | 3:55  |
| 4.  | Man in the Street      | 3:33  |
| 5.  | Tonight Tonight        | 2:03  |
| 6.  | City of the Dead       | 3:32  |
| 7.  | Liquid                 | 4:17  |
| 8.  | Pa-Pa                  | 2:15  |
| 9.  | Vibe                   | 2:50  |
| 10. | Help Me Sing           | 3:24  |
| 11. | Tempo                  | 4:48  |

## Medverkande
Information från albumets häfte.
The Rasmus
- Lauri Ylönen – sång
- Eero Heinonen – bas
- Pauli Rantasalmi – gitarr
- Janne Heiskanen – trummor

Produktion
- Alla spår är producerade av The Rasmus och Teja Kotilainen utom "Liquid" (The Rasmus & The Nose) och "Vibe" (Robert Palomäki)
- Pauli Saastamoinen – mastering (Finnvox Studios)
- Ilkka Herkman – inspelning (1-6, 8, 10-11; H.I.P. Studio), mixning (1-6, 8, 10-11; Finnvox Studios), inspelning, mixning ("Vibe"; Finnvox Studios)
- Juha Heininen – inspelning, mixning ("Liquid"; Millbrook Studio)

Övriga musiker
- Timo Lavanko & Ilkka Hämäläinen – saxofon (2, 4, 9)
- Tuukka Helminen – cello (1)
- Mikko Pietinen – timpani (1)
- Pate Kivinen – orgel (2, 10)
- Henri Sorvali – panda 49 (3), keyboard (4, 11)
- Hannu Pikkarainen – piano, bongotrummor, tamburin
- Aleksi Ahoniemi – saxofon
- Jukka Tiirikainen – trumpet
- Matti Lappalainen – trombon
- Riku Niemi – stråkarrangemang (7)